# ليورا (ميزوري)
ليورا (بالإنجليزية: Leora)‏ هي إحدى المجتمعات الفردية (غير مصنفة) في ولاية ميزوري في الولايات المتحدة الأمريكية.